# ألكسندر الأول ملك اليونان
ألكسندر (باليونانية: Αλέξανδρος) (1 أغسطس 1893 - 25 أكتوبر 1920) كان ملك اليونان منذ 11 يونيو عام 1917 حتى وفاته بعد ثلاث سنوات، عن عمر يناهز 27 عامًا، جراء عضة قرد.
كان الابن الثاني للملك قسطنطين الأول، وُلد ألكسندر في قصر تاتوي الصيفي في ضواحي أثينا. خلف والده في عام 1917، خلال الحرب العالمية الأولى، بعد أن أرسلت قوى الوفاق الثلاثي وأتباع إلفثيريوس فينيزيلوس قسطنطين الأول، وابنه الأكبر ولي العهد جورج، إلى المنفى. بدون خبرة سياسية حقيقية، جُرد الملك الجديد من سلطته على يد الفينيزيليين وسُجن في قصره. كان فينيزيلوس، كونه رئيس الوزراء، الحاكم المسيطر بدعم من الوفاق الثلاثي. رغم انخفاض مكانته إلى ملك دمية، دعم ألكسندر القوات اليونانية خلال حربهم ضد الدولة العثمانية ومملكة بلغاريا. في عهده، زاد النطاق الإقليمي لليونان بشكل ملحوظ، بعد انتصار الوفاق وحلفائهم في الحرب العالمية الأولى والمراحل الأولى من الحرب التركية اليونانية 1919-1922.
تزوج ألكسندر بشكل مثير للجدل أسباسيا مانوس التي كانت من عامة الناس في عام 1919، ما أثار فضيحة كبيرة أجبرت الزوجين على مغادرة اليونان لعدة أشهر. بعد فترة وجيزة من عودته إلى اليونان مع زوجته، تعرض ألكسندر للعض من قبل قردة المكاك البربرية المحلية وتوفي جراء الإنتان. أدى الموت المفاجئ للملك الحاكم إلى تساؤلات حول بقاء النظام الملكي وساهم في سقوط النظام الفينيزيلي. بعد الانتخابات العامة والاستفتاء، أُعيد قسطنطين إلى العرش.

## النشأة

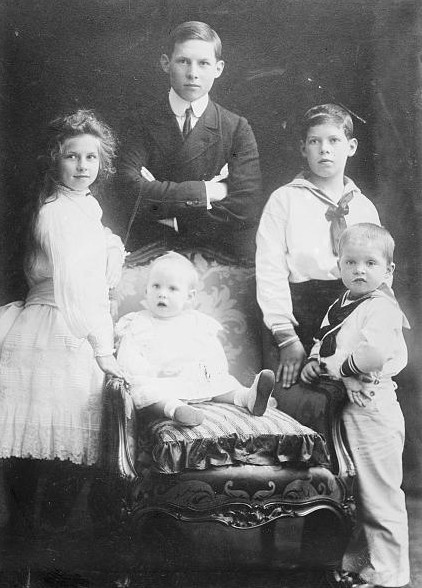
أبناء الملك قسطنطين

ولد ألكسندر في قصر تاتوي في 1 أغسطس عام 1893 (20 يوليو في التقويم اليولياني)، وكان الابن الثاني لولي العهد الأمير قسطنطين من اليونان من آل غلوكسبورغ وزوجته الأميرة صوفيا من بروسيا. كان على صلة بالملوك في جميع أنحاء أوروبا. كان والده الابن البكر ووريث جورج الأول ملك اليونان وزوجته أولغا كونستانتينوفنا دوقة روسيا. كانت والدته ابنة الإمبراطور فريدرش الثالث من ألمانيا وزوجته فيكتوريا أميرة بريطانيا وإمبراطورة ألمانيا. كان قسطنطين حفيدًا لكريستيان التاسع ملك الدنمارك وابن عم كل من جورج الخامس ملك المملكة المتحدة ونيقولا الثاني إمبراطور روسيا. كانت صوفيا شقيقة الإمبراطور فيلهلم الثاني من ألمانيا، وكانت أيضًا ابنة عم الملك جورج الخامس من جانب جدتها الملكة فيكتوريا.
تناوبت حياة الإسكندر المبكرة بين القصر الملكي في أثينا وقصر تاتوي في ضواحي المدينة. ذهب برفقة والديه في العديد من الرحلات إلى الخارج وزار بانتظام شلوس فريدرشوف، منزل جدته من جانب والدته، التي كانت متعلقة بشكل خاص بحفيدها اليوناني.
رغم قربه الشديد بأخته الصغرى، الأميرة هيلين، كان ألكسندر أقل قربًا بشقيقه الأكبر جورج، الذي كان لديه القليل من القواسم المشتركة معه. كان أخوه الأكبر طفلًا جادًا وواعيًا، بينما كان ألكسندر مخربًا ومنفتحًا؛ كان يدخن السجائر المصنوعة من ورق النشاف، وأضرم النار في غرفة الألعاب في القصر، وفقد السيطرة على عربة ألعاب كان يتدحرج فيها هو وشقيقه الأصغر بول فوق تل، تاركًا أخاه الصغير ليقع مسافة ستة أقدام إلى العليق.

## مهنته العسكرية
باعتباره الابن الثاني لوالده، كان ألكسندر ثالثًا في ترتيب العرش، بعد والده وأخيه الأكبر جورج. كان تعليمه مكلفًا ومخططًا بعناية، لكن في أثناء قضاء جورج جزءًا من تدريبه العسكري في ألمانيا، درس ألكسندر في اليونان. انضم إلى الكلية العسكرية اليونانية المرموقة، حيث درس العديد من أعمامه من قبل وحيث أثبت نفسه بمهاراته الميكانيكية أكثر من قدراته الفكرية. كان شغوفًا بالسيارات والمحركات، وكان من أوائل اليونانيين الذين حصلوا على سيارة.
تميز في القتال في حربا البلقان بين عامي 1912-1913. كضابط شاب، تمركز مع شقيقه الأكبر في الطاقم الميداني لوالده؛ ورافق الأخير على رأس جيش ثيساليا أثناء الاستيلاء على سالونيك في عام 1912. اغتيل الملك جورج الأول في سلانيك بعد ذلك بوقت قصير، وجلس والد ألكسندر على العرش باسم قسطنطين الأول.

## عهده

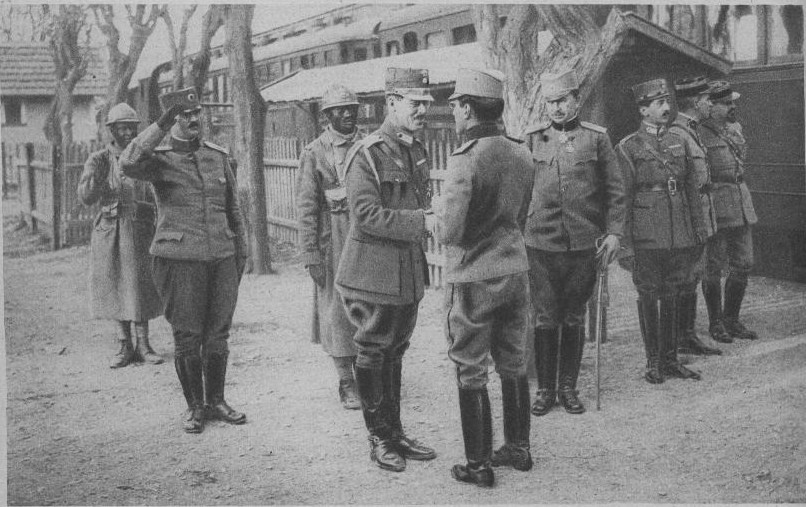
ألكسندر يوغوسلافيا يرافق ألكسندر الأول اليوناني إلى محطة القطار بعد زيارة المقر الرئيسي في مقدونيا.

في عام 1917، أصر قسطنطين الأول على أن تبقى اليونان محايدة في الحرب العالمية الأولى، في حين قرر رئيس الوزراء إلفثيريوس فينيزيلوس المشاركة في الحرب ودعم الوفاق الثلاثي. بناء على دعوة فينيزيلوس، دخلت القوات الفرنسية والبريطانية اليونان، وأجبرت قسطنطين الأول وولي عهده الأمير جورج على الخروج إلى المنفى. توج الأمير الشاب ألكسندر، المتحمس لفكرة ميغالي ملكاً. ولكنه في واقع الأمر، كان ملكاً دون أي سلطة، بل وكان ألعوبة في أيدي رئيس الوزراء فينيزيلوس، ومهمته الحقيقية الوحيدة هي زيارة الجبهة في كثير من الأحيان، وحشد القوات.
وفي 4 نوفمبر 1919، قرر تحدّي فينيزيلوس، وهرب أسباسيا مانوس وهي فتاة من العامة وابنة أحد الضباط، مما تسبب في فضيحة وفي غضب فينيزيلوس. اضطر أسباسيا إلى الفرار من أثينا حتى تحل الأزمة، ثم تم الاتفاق على الزفاف ولكن دون الاعتراف بأسباسيا ملكة، على أن تعرف بـ«مدام مانوس». وبعد ستة أشهر، رحل الزوجان الشابان إلى باريس، ولكن بشرط ألا يغادراها وألا يظهرا معاً في الحفلات الرسمية.
وبعد فترة وجيزة، تم التوقيع على معاهدة سيفر في أغسطس 1920. كانت المعاهدة مناسبة للغاية، لإعطاء اليونان مناطق كبيرة في تراقيا والمناطق المحيطة حول أزمير (في تركيا في العصر الحديث). وهكذا أصبح الملك ألكسندر الأول، ملكاً على مملكة اليونان الموسعة.

## وفاته
كان ألكسندر شغوفاً باقتناء الحيوانات الأليفة، إلا أنه في 2 أكتوبر 1920، تسبّبت عضّة من اثنين من القردة في وفاته، حيث توفي العاهل الشاب دفاعاً عن كلبه المفضل الذي تعرض للهجوم من اثنين من القردة المريضة أثناء المشي خلال الحديقة الوطنية في أثينا، وأصيب بجروح. وفي غضون أيام، ظهرت عليه تأثير شديد للعدوى، ففي 12 أكتوبر، وبعد بوادر للتحسن، أصبح في حالة صحية حرجة. وفي 25 أكتوبر 1920، توفي الملك ألكسندر في أثينا نتيجة تعفن الدم.